# 克雷马市政宫

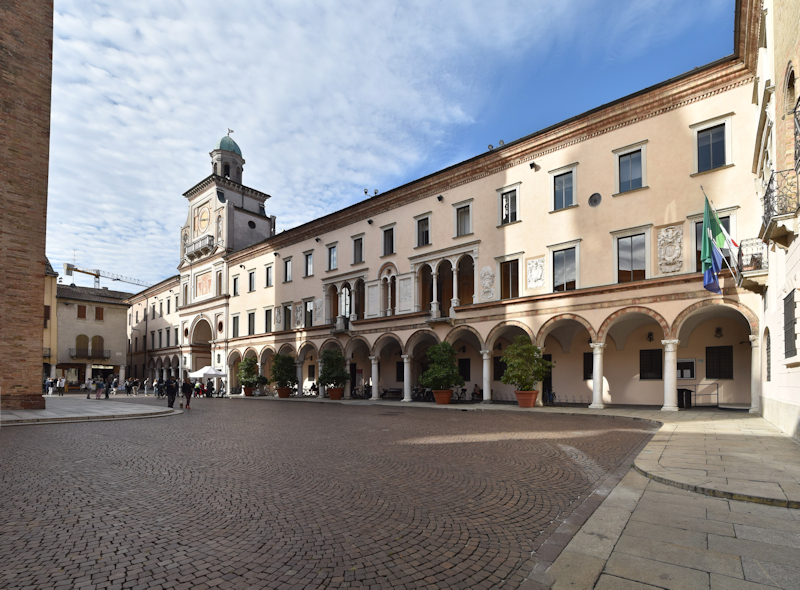

克雷马市政宫（Palazzo comunale）是意大利伦巴第大区克雷莫纳省克雷马公共行政活动的所在地，建于1525-1540年，占据了主教座堂广场（Piazza Duomo）的整个西侧，中间是托拉佐拱门，文艺复兴风格，融合了融合了典型的伦巴第特征和淡淡的威尼斯印记。

## 历史

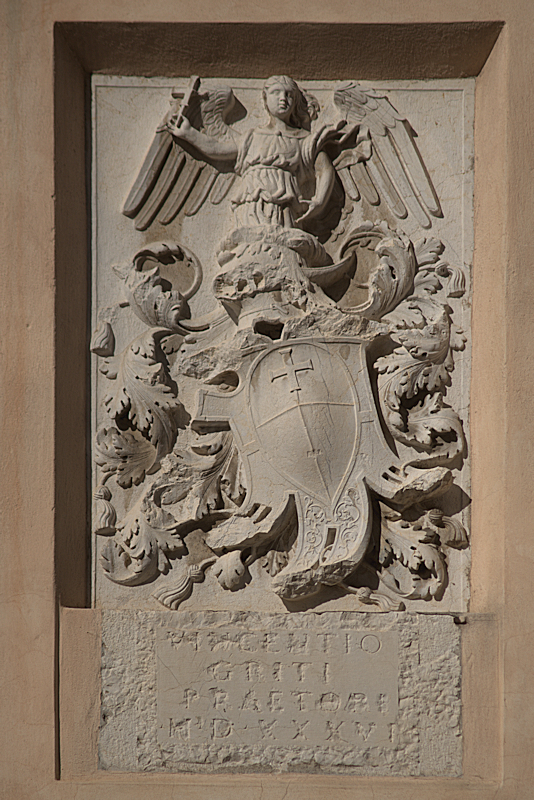
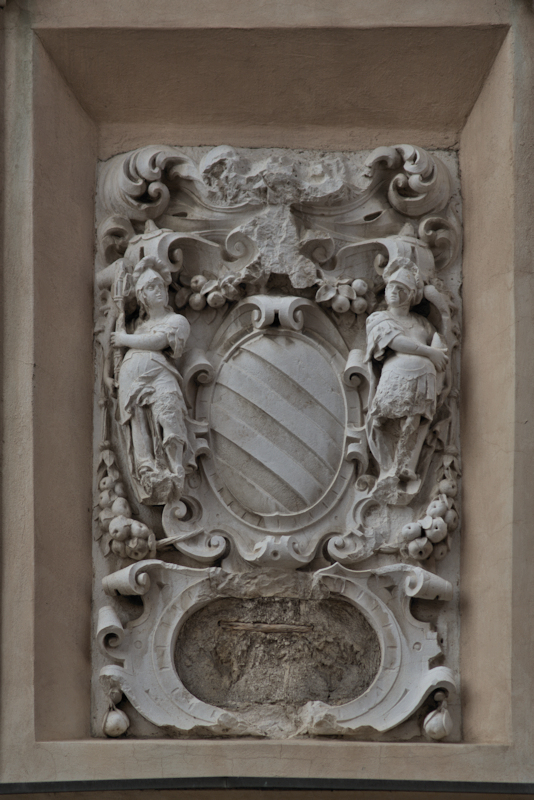
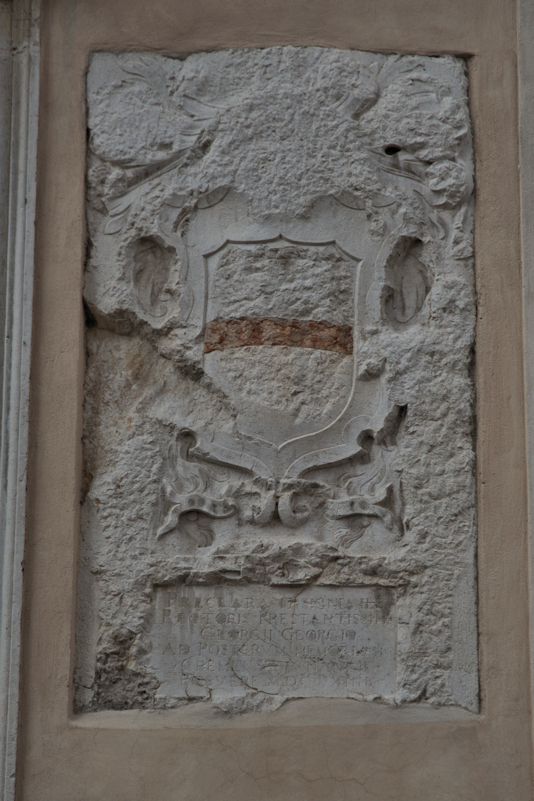
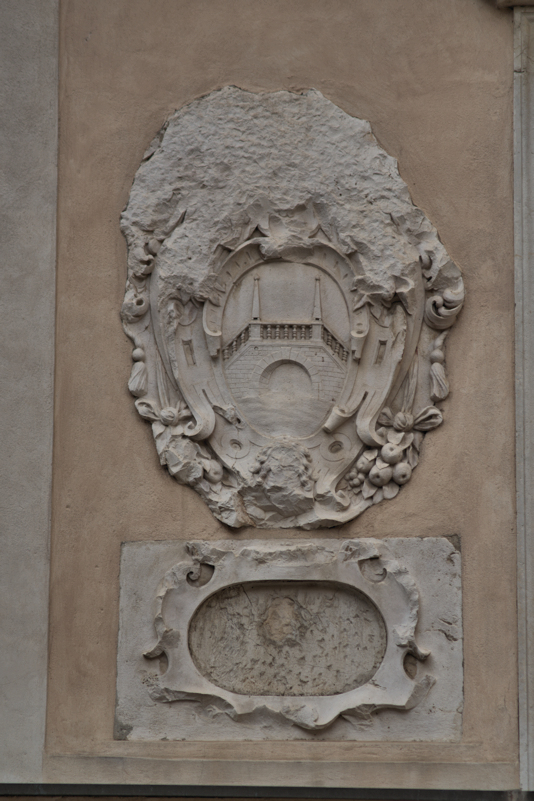
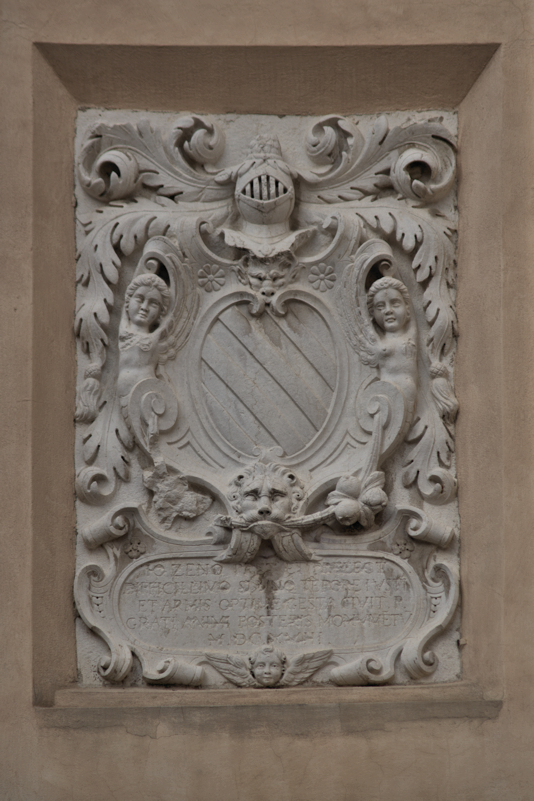
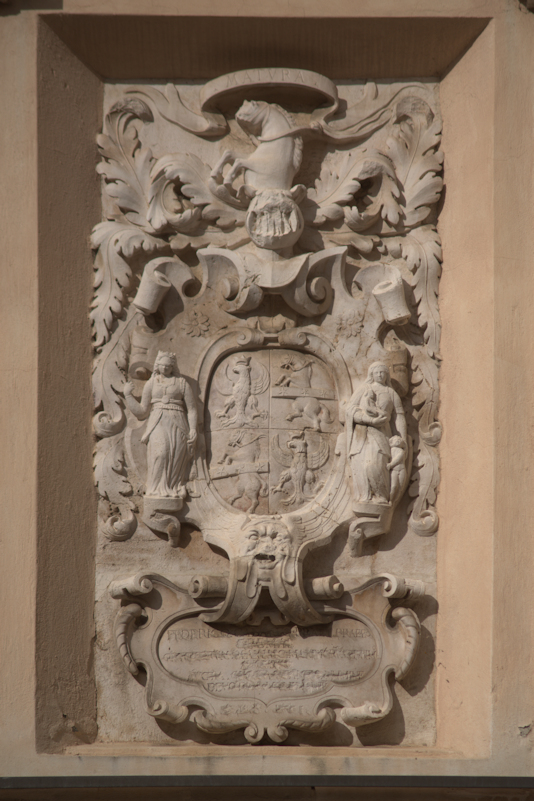
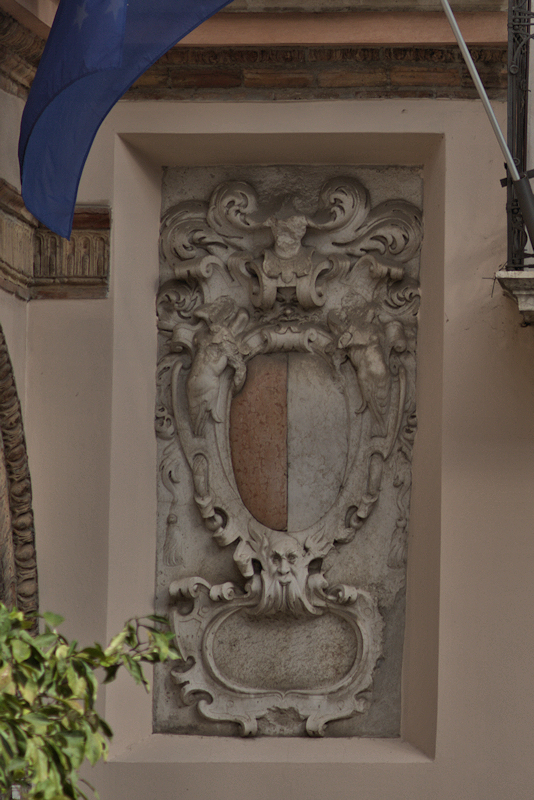
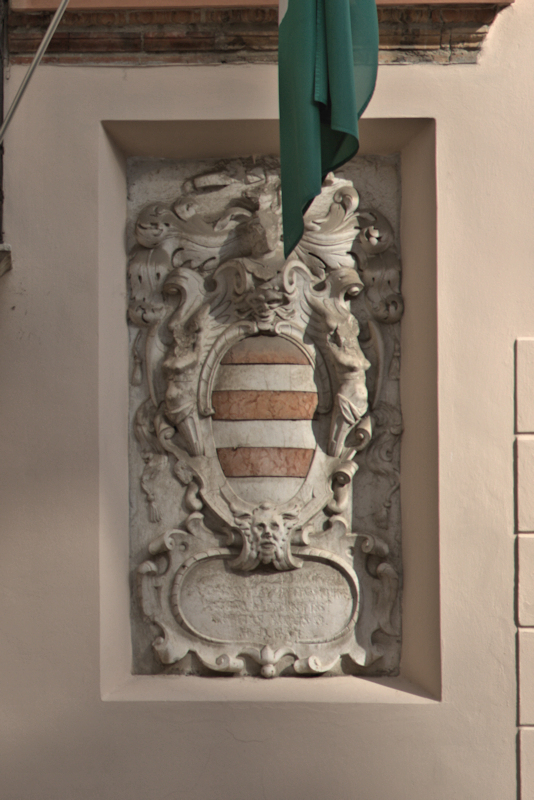

从15世纪末开始，主教座堂广场北部开始按文艺复兴风格重建。1524年7月9日，市议会通过决议，决定拆除旧宫殿，任命斯特凡诺·巴贝塔、乔瓦奇诺·德马尔基、卡洛·祖拉和彼得罗·特尼为监督员1525年4月20日，在市长乔瓦尼·莫罗的领导下，在最高民事和宗教当局的见证下，举行了复杂而庄严的奠基仪式。工程一直持续到1540年。此后，北翼一直用于公共行政活动，南翼曾用作军械库、法庭等。

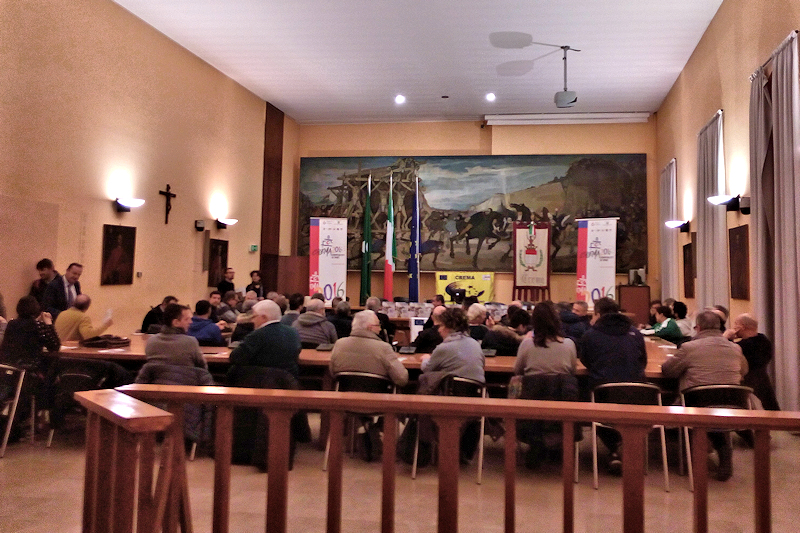
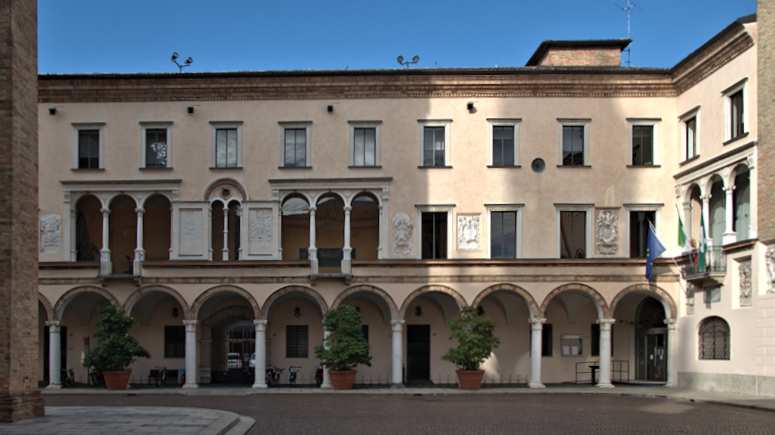